# Giulia Rizzi
Giulia Rizzi (født 20. juni 1989) er en italiensk fægter, der specialiserer sig i kårde.
Hun repræsenterede Italien ved sommer-OL 2024 i Paris, hvor hun vandt guld i holdkonkurrencen.